# Puerta de la Judería (Cuéllar)
La puerta de la judería es una de las antiguas puertas de acceso a la muralla de Cuéllar, y se localiza en la villa segoviana de Cuéllar, en la comunidad autónoma de Castilla y León.
El recinto amurallado es de origen románico, con remodelaciones posteriores entre las que destacan las llevadas a cabo durante el señorío ejercido por Francisco Fernández de la Cueva, segundo duque de Alburquerque e hijo de Beltrán de la Cueva, valido de Enrique IV de Castilla y Gran Maestre de la Orden de Santiago. 
Se trata por ello de una puerta o portillo de época medieval que comunicaba dos de los tres recintos murados de los que se componía la fortificación (del recinto de la ciudadela al de la ciudad), y destaca por ser el de menor tamaño del conjunto y por la ausencia de torreones y otros elementos defensivos. Está excavada directamente en el paño de muralla, sin que sobresalga del mismo, y tiene una anchura aproximada de dos metros; conserva aún los arranques en los que se sujetaba la puerta de madera que cerraba el acceso.
A partir del siglo XVII el conjunto dejó de tener importancia militar, iniciándose un proceso de abandono que se alargó hasta el siglo XIX y que tuvo como resultado el hundimiento de parte de la muralla, así como remodelaciones modernas como pueden ser aberturas para puertas y ventanas de viviendas particulares, hecho que afectó simbólicamente al entorno y muralla de esta puerta, como se observa en las fotografías que se conservan de la época.
Debe su nombre al barrio de la judería de Cuéllar, que se extendía desde ella hasta el arco de San Andrés, lindando con la propia muralla, con la iglesia de San Esteban y con el Hospital de Santa María Magdalena. Se sitúa al final de la escalinata donde finaliza la calle de la Judería, y da acceso a la plaza de San Gil, donde se encontraba la desaparecida iglesia de San Gil.
El recinto amurallado fue declarado junto con el castillo de Cuéllar el 3 de junio de 1931 monumento histórico artístico, cuya denominación ampara en la actualidad la denominación de Bien de Interés Cultural.